# Adespota
Als Adespota (von altgriechisch ἀδέσποτος ‚ohne Herrn‘, ‚von unbekanntem Verfasser‘, ‚anonym‘) werden in der Philologie Werke bzw. Fragmente von Werken unbekannter Verfasser bezeichnet.
Vor allem bekannt sind die Sammlungen von Adespota zu den Fragmenten der griechischen Tragiker, ursprünglich in der Ausgabe der Tragicorum Graecorum Fragmenta von August Nauck (2. Aufl. 1889, S. 835–958), sowie in der neuen Ausgabe von Bruno Snell u. a. der 2., von Richard Kannicht und Bruno Snell herausgegebene Band (Fragmenta adespota. Testimonia volumini 1 addenda. Indices ad volumina 1 et 2. Vandenhoeck & Ruprecht, Göttingen 1981). Sofern die Fragmente von Nauck beibehalten wurden, wurde auch deren Nummerierung in der neuen Ausgabe übernommen.